# Berneray
Berneray (schottisch-gälisch: Beàrnaraigh, aus dem Altnorwegischen für Bjørns Insel) ist eine Insel der Äußeren Hebriden in Schottland.

## Geographie

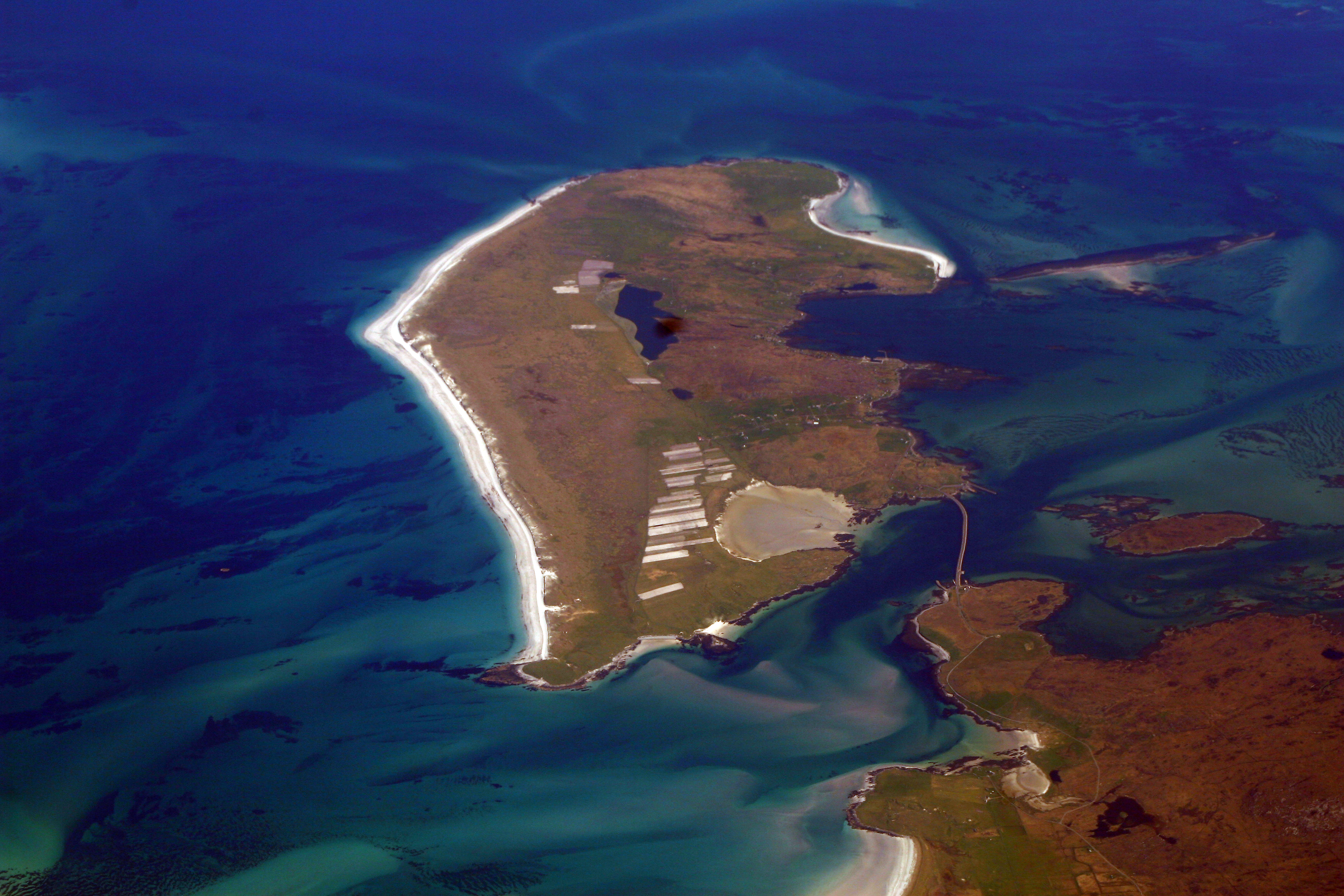
Luftbild

Berneray liegt im Sound of Harris zwischen den Inseln Lewis and Harris im Nordosten und North Uist im Südwesten. Es liegt näher bei North Uist und zählt deshalb zur Inselgruppe Uist. Berneray ist eine von zwei bewohnten Inseln im Sound of Harris.
Berneray ist 10,1 km² groß. Die höchste Erhebung ist mit 93 Metern der Beinn Shleibhe, zweithöchste der 85 m hohe Borve Hill. 2001 lebten in den beiden Streusiedlungen Borve und Rushgarry 136 Menschen.
Im Westen der Insel befindet sich ein rund fünf Kilometer langer Sandstrand. Berneray ist charakterisiert durch den Bodentyp Machair aus verblasenen Muschelschalenresten, der hier besonders gründlich durch Vermischung mit Seetang und zeitweiliges Brachliegenlassen kultiviert wurde.

## Geschichte
Berneray ist seit langer Zeit besiedelt. Zahlreiche heilige Stätten, Steinkreise und Spuren der Wikinger zeugen davon. Die Insel gilt als Geburtsort des sagenumwobenen Riesen Angus MacAskill.
1999 wurde der Straßendamm Berneray Causeway zwischen Otternish auf North Uist und Berneray eröffnet.
2000 übernahm der National Trust for Scotland die Inseln Mingulay, Berneray und Pabbay.
Auf Berneray befinden sich zwölf denkmalgeschützte Gebäude (siehe Liste der Listed Buildings auf Berneray).

## Wirtschaft
Die Haupteinnahmequellen sind Fischerei, die Landwirtschaft (meist durch Crofter) und der Tourismus. Der Bau des Berneray Causeway verbesserte die Erreichbarkeit der Insel und ermöglichte so einen schnelleren Warenumschlag.

## Flora und Fauna
Die Pflanzenwelt ist dank der teilweise brachliegenden Flächen recht vielseitig. Neben Seehunden und Kegelrobben gibt es zahlreiche Vogelarten, darunter Gänse, Schwäne, Watvögel und Seevögel. Im Meer rund um die Insel leben Fischotter.

## Sonstiges
Einige Inseln der Äußeren Hebriden haben ähnliche Namen. Nordwestlich der Region Lewis liegen Great Bernera und Little Bernera. Barra Head im Süden der Inselgruppe wird gelegentlich auch Berneray genannt. Zudem liegt südwestlich von Lismore die kleine Insel Bernera Island. Zur Unterscheidung heißt Berneray auch Berneray, North Uist.